# Церква святого Архістратига Михаїла (Влащинці)
Церква святого Архістратига Михаїла у Влащинцях — парафія і храм Лановецького благочиння Тернопільської єпархії Православної церкви України в селі Влащинці Кременецького району Тернопільської области.
Оголошена пам'яткою архітектури місцевого значення (охоронний номер 1626).

## Історія церкви
Дерев'яний Свято-Михайлівський храм разом із дзвіницею був збудований у 1779 році.
У 1997 році на парафію призначили священника Миколу Перога, який ініціював будівництво нового храму. Головним фундатором став Володимир Шандрук, а значну підтримку надала Ольга Кулинач.
Перший камінь заклали у 1999 році. Серед жертводавців були Павло Дрозд, Володимир Дем'янюк, Яків Мазурок, Василь Черній та інші парафіяни. Будівництво завершилося у 2007 році. 21 листопада, у день святого Архистратига Михаїла, церкву освятили.
За свою працю та організацію будівництва храму архієпископ Тернопільський і Кременецький Іов нагородив о. Миколу Перога митрою. У храмі зберігається багато старовинних ікон.

## Парохи
- о. Микола Періг (з 1997).